# Liste der Monuments historiques in Quingey
Die Liste der Monuments historiques in Quingey führt die Monuments historiques in der französischen Gemeinde Quingey auf.

## Liste der Immobilien
| Bezeichnung        | Beschreibung                                                   | Standort                 | Kennzeichnung | Schutzstatus | Datum | Bild           |
| ------------------ | -------------------------------------------------------------- | ------------------------ | ------------- | ------------ | ----- | -------------- |
| Château de Quingey | Burg, ab dem 11. Jahrhundert; Rundturm und Zimmer mit Backofen | 1 rue de Traverse (Lage) | PA00101782    | Inscrit      | 1991  | weitere Bilder |

## Liste der Objekte
| Bezeichnung                   | Beschreibung                                    | Standort                       | Kennzeichnung | Schutzstatus | Datum | Bild |
| ----------------------------- | ----------------------------------------------- | ------------------------------ | ------------- | ------------ | ----- | ---- |
| Skulptur Unterweisung Mariens | Holz, farbig gefasst, Ende des 18. Jahrhunderts | im Maison de Retraite (Lage)   | PM25002365    | Inscrit      | 1999  |      |
| Glocke                        | Bronze, 1755 gegossen                           | in der Kirche St-Martin (Lage) | PM25001253    | Classé       | 1943  |      |
| Glocke                        | Bronze, 1782 gegossen                           | in der Kirche St-Martin (Lage) | PM25001254    | Classé       | 1943  |      |
| Orgel                         | Haupteintrag für PM25001255                     | in der Kirche St-Martin (Lage) | PM25002519    | Classé       | 1978  |      |
| Instrumentalteil der Orgel    | um 1850 von Charles Wetzel gebaut               | in der Kirche St-Martin (Lage) | PM25001255    | Classé       | 1978  |      |